# ایگلویل (کانزاس)
ایگلویل (به انگلیسی: Englevale) یک منطقهٔ مسکونی در ایالات متحده آمریکا است که در شهرستان کرافورد، کانزاس واقع شده‌است.